# Rhagoletis bagheera
Rhagoletis bagheera är en tvåvingeart som beskrevs av Richter och Kandybina 1997. Rhagoletis bagheera ingår i släktet Rhagoletis och familjen borrflugor. Inga underarter finns listade i Catalogue of Life.